# كوميونتي (الموسم 5)
الموسم الخامس من المسلسل الكوميدي الأمريكي كوميونتي، بدأ عرضهُ في 2 يناير، 2014، على قناة هيئة الإذاعة الوطنية، واستمر للثلاثة عشر حلقة حتى 17 أبريل، 2014.

## الممثلين والشخصيات

### شخصيات رئيسية
- جويل ماكهايل بدور جيف وينغر (13 حلقة)
- غيليان جاكوبس بدور بريتا بيري (13 حلقة)
- داني بودي بدور عابد نادر (13 حلقة)
- إيفيت نيكول براون بدور شيرلي بينيت (13 حلقة)
- أليسون بري بدور آني إديسون (13 حلقة)
- دونالد غلوفر بدور تروي بارنز (5 حلقة)
- جيم راش بدور العميد كريغ بيلتون (12 حلقة)
- كين جونغ بدور سينيور بين تشانغ (9 حلقة)

### شخصيات متكررة
- دينو ستاماتوبولوس بدور أليكس «ستار بيرنز» (5 حلقة)

## الحلقات
طالع أيضاً: قائمة حلقات كوميونتي
| تسلسل إجمالي | تسلسل الموسم | عنوان الحلقة "بالإنجليزية"                   | إخراج            | كتابة                   | تاريخ العرض    | رمز الإنتاج | عدد المشاهدين (بالمليون) |
| ------------ | ------------ | -------------------------------------------- | ---------------- | ----------------------- | -------------- | ----------- | ------------------------ |
| 85           | 1            | «Repilot»                                    | تريسترام شابيرو  | دان هارمون وكريس ماكينا | 2 يناير 2014   | 501         | 3.49                     |
| 86           | 2            | «Introduction to Teaching»                   | جاي تشاندراسيكار | آندي بوبرو              | 2 يناير 2014   | 502         | 3.49                     |
| 87           | 3            | «Basic Intergluteal Numismatics»             | تريسترام شابيرو  | إريك سومرز              | 9 يناير 2014   | 505         | 3.58                     |
| 88           | 4            | «Cooperative Polygraphy»                     | تريسترام شابيرو  | أليكس روبينز            | 16 يناير 2014  | 503         | 3.07                     |
| 89           | 5            | «Geothermal Escapism»                        | جو روسو          | تيم ساكاردو             | 23 يناير 2014  | 504         | 3.02                     |
| 90           | 6            | «Analysis of Cork-Based Networking»          | تريسترام شابيرو  | مونيكا بادريك           | 30 يناير 2014  | 506         | 3.01                     |
| 91           | 7            | «Bondage and Beta Male Sexuality»            | تريسترام شابيرو  | دان غاترمان             | 27 فبراير 2014 | 507         | 2.56                     |
| 92           | 8            | «App Development and Condiments»             | روب شراب         | جوردن بلوم وباركر داي   | 6 مارس 2014    | 508         | 2.79                     |
| 93           | 9            | «VCR Maintenance and Educational Publishing» | تريسترام شابيرو  | دونالد دييغو            | 13 مارس 2014   | 509         | 2.77                     |
| 94           | 10           | «Advanced Advanced Dungeons وDragons»        | جو روسو          | مات رولر                | 20 مارس 2014   | 510         | 3.32                     |
| 95           | 11           | «G.I. Jeff»                                  | روب شراب         | دينو ستاماتوبولوس       | 3 أبريل 2014   | 513         | 2.50                     |
| 96           | 12           | «Basic Story»                                | جاي تشاندراسيكار | كارول كولب              | 10 أبريل 2014  | 512         | 2.56                     |
| 97           | 13           | «Basic Sandwich»                             | روب شراب         | رايان رايدلي            | 17 أبريل 2014  | 511         | 2.87                     |

## وصلات خارجية
- كوميونتي على موقع هيئة الإذاعة الوطنية
- كوميونتي على موقع ياهو! سكرين
- كوميونتي (الموسم 5) على موقع ميتاكريتيك (الإنجليزية)
- كوميونتي (الموسم 5) على موقع روتن توميتوز (الإنجليزية)